# Phantom of the Night (album)
Phantom of the Night is het zesde album van de Nederlandse symfonische rockgroep Kayak. De muziekgroep heeft een gedaantewisseling ondergaan. Charles Schouten en Theo de Jong zijn vertrokken en werden deels vervangen door Peter Scherpenzeel, broer van Ton en eerder betrokken bij de lichtshows. Hij speelde al eerder kort mee op The Last Encore, maar is nu volledig bandlid. Ook voor het eerst, Edward Reekers is de nieuwe zanger. Reekers was een grote fan van Kayak en liep bijna alle concerten af. Hij kende de teksten dus en zijn stemgeluid paste in Kayak. Max Werner verdween op eigen verzoek achter het slagwerk. Als achtergrondzangeressen kwam de "Kayettes" op het podium bestaande uit Irene Linders (vrouw van Ton) en Katherine Lapthorn (vrouw van Peter). Irene schreef ook mee aan de composities.
Het album is opgenomen in de Wisseloord Studio's in Hilversum, waarbij de band steeds last had van kinderziektes (dof geluid en een zoem) van de studio; zij was net opgeleverd. Bovendien werd de mengtafel slachtoffer van een door Ton Scherpenzeel omgestoten flesje bier. Het zou het eerste complete album worden, dat in die studio is opgenomen. De originele geluidstechnicus had er na verloop van tijd genoeg van; hij liet zich vervangen door John Tilly, vriend van de muziekproducent Dennis MacKay. De manager van de band Frits Hirschland speelde “een rol” als executive producer. Het werd Kayak’s meest succesvolle album, ondanks dat Ton Scherpenzeel niet tevreden was over de mix.
Voor een optreden in Waregem, dat door de BRT geregistreerd zou worden, werd Irene Linders getroffen door stemproblemen; ze kreeg zoveel medicijnen toegediend dat ze licht hallucinerend op het podium stond. Nadat Kayak begonnen was, stond Peter Scherpenzeel op een van de afgaande magnesiumbommen en lag ineens op het podium, waarbij de Kayettes ineens het podium opstormden. Peter Scherpenzeel moest later nog geholpen worden in het Brandwondencentrum in Beverwijk.

## Musici
- Ton Scherpenzeel – toetsinstrumenten
- Max Werner – slagwerk, zang
- Johan Slager – gitaar
- Edward Reekers – zang
- Peter Scherpenzeel – basgitaar
- Irene Linders en Katherine Lapthorn – achtergrondzang

## Tracklist
Alle composities zijn van Irene Linders en Ton Scherpenzeel, behalve "No man’s land" (Ton Scherpenzeel alleen)

| Nr. | Titel                         | Duur |
| --- | ----------------------------- | ---- |
| 1.  | Winning ways                  | 3:35 |
| 2.  | Keep the change               | 3:38 |
| 3.  | Ruthless queen                | 4:47 |
| 4.  | Crime of passion              | 3:30 |
| 5.  | First signs of spring         | 3:39 |
| 6.  | Daphne (Laurel Tree)          | 5:06 |
| 7.  | The poet and the one man band | 4:10 |
| 8.  | No man’s land                 | 4:00 |
| 9.  | Journey through time          | 3:24 |
| 10. | Phantom of the night          | 5:03 |

## Hitnotering
| "Phantom of the Night" in de Nederlandse Album Top 100 - binnen: 27-01-1979 | "Phantom of the Night" in de Nederlandse Album Top 100 - binnen: 27-01-1979 | "Phantom of the Night" in de Nederlandse Album Top 100 - binnen: 27-01-1979 | "Phantom of the Night" in de Nederlandse Album Top 100 - binnen: 27-01-1979 | "Phantom of the Night" in de Nederlandse Album Top 100 - binnen: 27-01-1979 | "Phantom of the Night" in de Nederlandse Album Top 100 - binnen: 27-01-1979 | "Phantom of the Night" in de Nederlandse Album Top 100 - binnen: 27-01-1979 | "Phantom of the Night" in de Nederlandse Album Top 100 - binnen: 27-01-1979 | "Phantom of the Night" in de Nederlandse Album Top 100 - binnen: 27-01-1979 | "Phantom of the Night" in de Nederlandse Album Top 100 - binnen: 27-01-1979 | "Phantom of the Night" in de Nederlandse Album Top 100 - binnen: 27-01-1979 | "Phantom of the Night" in de Nederlandse Album Top 100 - binnen: 27-01-1979 | "Phantom of the Night" in de Nederlandse Album Top 100 - binnen: 27-01-1979 | "Phantom of the Night" in de Nederlandse Album Top 100 - binnen: 27-01-1979 | "Phantom of the Night" in de Nederlandse Album Top 100 - binnen: 27-01-1979 | "Phantom of the Night" in de Nederlandse Album Top 100 - binnen: 27-01-1979 | "Phantom of the Night" in de Nederlandse Album Top 100 - binnen: 27-01-1979 | "Phantom of the Night" in de Nederlandse Album Top 100 - binnen: 27-01-1979 | "Phantom of the Night" in de Nederlandse Album Top 100 - binnen: 27-01-1979 | "Phantom of the Night" in de Nederlandse Album Top 100 - binnen: 27-01-1979 | "Phantom of the Night" in de Nederlandse Album Top 100 - binnen: 27-01-1979 | "Phantom of the Night" in de Nederlandse Album Top 100 - binnen: 27-01-1979 | "Phantom of the Night" in de Nederlandse Album Top 100 - binnen: 27-01-1979 | "Phantom of the Night" in de Nederlandse Album Top 100 - binnen: 27-01-1979 | "Phantom of the Night" in de Nederlandse Album Top 100 - binnen: 27-01-1979 | "Phantom of the Night" in de Nederlandse Album Top 100 - binnen: 27-01-1979 |
| Week                                                                        | 01                                                                          | 02                                                                          | 03                                                                          | 04                                                                          | 05                                                                          | 06                                                                          | 07                                                                          | 08                                                                          | 09                                                                          | 10                                                                          | 11                                                                          | 12                                                                          | 13                                                                          | 14                                                                          | 15                                                                          | 16                                                                          | 17                                                                          | 18                                                                          | 19                                                                          | 20                                                                          | 21                                                                          | 22                                                                          | 23                                                                          | 24                                                                          |                                                                             |
| --------------------------------------------------------------------------- | --------------------------------------------------------------------------- | --------------------------------------------------------------------------- | --------------------------------------------------------------------------- | --------------------------------------------------------------------------- | --------------------------------------------------------------------------- | --------------------------------------------------------------------------- | --------------------------------------------------------------------------- | --------------------------------------------------------------------------- | --------------------------------------------------------------------------- | --------------------------------------------------------------------------- | --------------------------------------------------------------------------- | --------------------------------------------------------------------------- | --------------------------------------------------------------------------- | --------------------------------------------------------------------------- | --------------------------------------------------------------------------- | --------------------------------------------------------------------------- | --------------------------------------------------------------------------- | --------------------------------------------------------------------------- | --------------------------------------------------------------------------- | --------------------------------------------------------------------------- | --------------------------------------------------------------------------- | --------------------------------------------------------------------------- | --------------------------------------------------------------------------- | --------------------------------------------------------------------------- | --------------------------------------------------------------------------- |
| Nummer                                                                      | 29                                                                          | 26                                                                          | 21                                                                          | 20                                                                          | 18                                                                          | 10                                                                          | 7                                                                           | 4                                                                           | 3                                                                           | 2                                                                           | 2                                                                           | 3                                                                           | 2                                                                           | 3                                                                           | 4                                                                           | 6                                                                           | 7                                                                           | 14                                                                          | 16                                                                          | 17                                                                          | 26                                                                          | 42                                                                          | 43                                                                          | 50                                                                          | uit                                                                         |